# Estación de Alvações
La Estación Ferroviaria de Alvações es una plataforma desactivada de la Línea del Corgo, que servía a la localidad de Alvações do Corgo, en el Distrito de Vila Real, en Portugal.

## Historia
Ya en el proyecto para el tramo entre la Régua y Vila Real de la entonces denominada Línea del Valle del Corgo, se preveía que este ferrocarril iba a servir a la población de Alvações do Corgo; este tramo fue inaugurado el 12 de mayo de 1906.
Este tramo fue cerrado para obras el 25 de marzo de 2009, siendo totalmente desactivado por la Red Ferroviaria Nacional en julio de 2010.